# Sandra Hälldahl
Sandra Hälldahl (* 29. Dezember 1977) ist eine ehemalige schwedische Skirennläuferin.

## Karriere
Hälldahl gab ihr internationales Renndebüt bei einem FIS-Slalom in Duved am 26. November 1994. Ihr erstes internationales Großereignis bestritt sie knapp vier Monate später bei den Juniorenweltmeisterschaften in Voss, wobei sie im Riesenslalom die Silbermedaille hinter Karin Roten gewinnen konnte. Kurz darauf wurde sie erstmals schwedische Vizemeister im Riesenslalom.
1996 gewann sie bei den Juniorenweltmeisterschaften in Hoch-Ybrig die Goldmedaille im Slalom vor der Deutschen Monika Bergmann und der Österreicherin Sabine Egger. Daraufhin durfte sie beim Weltcupfinale in Hafjell ihr Debüt feiern, wobei sie als 17. aufgrund der Regeln des Weltcupfinales ohne Punkte blieb.
Ihre ersten Weltcuppunkte gewann sie am 23. November 1997 beim Slalom von Park City, Utah. Dies sollte zugleich ihr bestes Weltcupergebnis bleiben.
Denn an diese Leistung sollte sie im Laufe ihrer Karriere nicht mehr herankommen. So konnte sie sich in den darauffolgenden Jahren meist nicht für den zweiten Durchgang qualifizieren oder schied gleich im ersten Durchgang bereits aus.
Einzig auf nationaler Ebene konnte Hälldahl Erfolge feiern. So gewann sie im Laufe ihrer Karriere insgesamt fünf Schwedische Vizemeisterinnentitel, drei im Riesenslalom und zwei im Slalom. Sie musste sich dabei den damaligen Stars des schwedischen Nationalteams wie Pernilla Wiberg oder Ylva Nowén geschlagen geben.
Ihre letzten internationalen Rennen bestritt Hälldahl im Januar 2001 in Åre, danach beendete sie schließlich ihrer Karriere.

## Erfolge

### Weltcup
- 6 Platzierungen unter den besten 30

### Juniorenweltmeisterschaften
- Voss 1995: 2. Riesenslalom, 7. Slalom
- Hoch-Ybrig 1996: 1. Slalom, DNF Riesenslalom

### Europacup
- Saison 1996/97: 2. Riesenslalomwertung
- 6 Podestplätze, davon 3 Siege

| Datum             | Ort             | Land       | Disziplin    |
| ----------------- | --------------- | ---------- | ------------ |
| 12. Dezember 1996 | Sankt Sebastian | Österreich | Riesenslalom |
| 28. Januar 1997   | Rogla           | Slowenien  | Riesenslalom |
| 6. März 1997      | Les Arcs        | Frankreich | Riesenslalom |

### Nor-Am Cup
- 4 Platzierungen unter den besten 30

### Weitere Erfolge
- Schwedische Vizemeisterin im Riesenslalom (1995, 1997, 1999)
- Schwedische Vizemeisterin im Slalom (1997, 1998)
- 6 Siege bei FIS-Rennen